# هنري لاكسونين
هنري لاكسونين (بالفنلندية: Henri Laaksonen)‏ مواليد 31 مارس 1992 في لوهيا، هو لاعب كرة مضرب سويسري يلعب باليد اليمنى ويحتل حالياً المرتبة رقم. 176 (15 فبراير 2016) في تصنيف رابطة محترفي كرة المضرب. أعلى تصنيف له في الفردي كان المركز الـ 176 في سنة 2016. أعلى تصنيف له في الزوجي كان المركز الـ 769 في سنة 2013.

## وصلات خارجية
- هنري لاكسونين على موقع رابطة محترفي التنس (الإنجليزية)
- هنري لاكسونين على موقع الاتحاد الدولي لكرة المضرب (الإنجليزية)
- هنري لاكسونين على موقع كأس ديفيز (الإنجليزية)
- هنري لاكسونين على موقع خلاصة التنس.كوم (الإنجليزية)
- هنري لاكسونين على موقع إي إس بي إن.كوم (الإنجليزية)

- الموقع الرسمي